# Деяново (городской округ Семёновский)
Дея́ново — деревня в городском округе Семёновский Нижегородской области России.

## География
Деревня находится на обоих берегах реки Песочная, на расстоянии 3 км к юго-западу от города Семёнов, административного центра округа, и 58 км к северо-востоку от города Нижний Новгород, административного центра области.

### Часовой пояс
Деревня Деяново, как и вся Нижегородская область, находится в часовой зоне МСК (московское время). Смещение применяемого времени относительно UTC составляет +3:00.

## Население
| 2002 | 2010 |
| ---- | ---- |
| 174  | ↗205 |

## Улицы
| - ул. Заречная, - ул. Казарма 504, - ул. Лесная, | - ул. Парковая, - ул. Полевая, - ул. Центральная. |